# Leon Lazarus
Pour les articles homonymes, voir Lazarus.
Leon Lazarus  (né le 22 août 1919 à New York et mort le 28 novembre 2008) est un scénariste de bande dessinée américain. 

## Biographie
Après avoir servi dans l'aviation pendant la Seconde Guerre mondiale, Leon Lazarus entre en 1947 au service de Martin Goodman. Jusqu'en 1965, il écrit de très nombreux scénarios de bande dessinée pour les différentes compagnies de celui-ci (Timely Comics, Atlas Comics puis Magazine Management). Il écrit également de nombreux articles pour des magazines masculins (comme Stag (en), Saga ou Blue Book) et quelques romans policiers.